# Jacopo dal Verme
Jacopo dal Verme (Verona, Véneto; 1350-Venecia, Véneto; 12 de febrero de 1406) fue un condotiero italiano que participó en varias guerras bajo la bandera del ducado de Milán. Fue amigo personal de Gian Galeazzo Visconti, a quien sirvió hasta su muerte.

## Biografía
Jacopo dal Verme nació en 1350. Descendía de una familia noble de Verona; su padre Lucchino, fue un renombrado capitán que recibió la ciudadanía honoraria de Venecia por su actuación en la supresión de la revuelta de Creta de 1363.

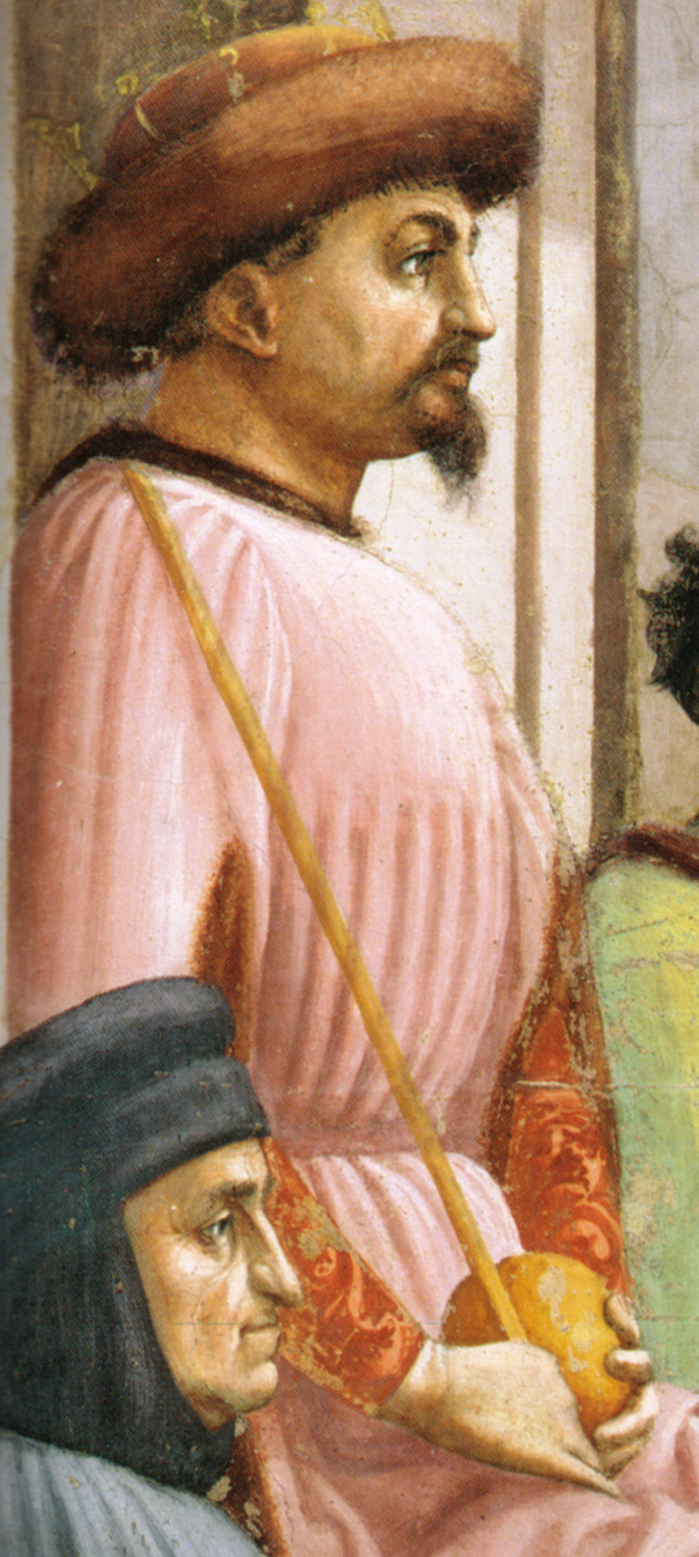
Gian Galeazzo Visconti. Obra de Masaccio

Jacopo dedicó su carrera militar a la ciudad de Milán, estableciendo una relación personal de amistad con Gian Galeazzo Visconti. 
A los 28 años, Jacopo ya había alcanzado el rango de Capitán General de las fortalezas de Milán en la guerra que enfrentaba a esta ciudad contra el Marqués de Montferrato, Juan II de Montferrato.
En 1368 participó en la defensa de Milán contra Edward Le Despenser quien buscaba vengar la muerte súbita, sospechoso de Lionel de Antwerp, duque de Clarence, que puso fin a su breve matrimonio con Violante Visconti, hija de Galeazzo II Visconti, señor de Pavía.
Jacopo lucha por Galeazzo Visconti contra el papa Gregorio XI junto a John Hawkwood y con el hijo de Galeazzo, Gian Galeazzo, quien solo tiene 19 años. Cuando en 1378, Gian Galeazzo, se convierte en señor de Pavía, Jacopo, se incorpora a su corte. Jacopo acompaña a Gian Galeazzo en 1385 cuando con la excusa de una peregrinación a Varese, se apoderó de su tío Bernabé Visconti le encerró en una fortaleza donde poco después murió y se hizo cargo del ducado de Milán.

### La conquista del este de Lombardía
Cuatro estados se extendían entre Milán y Venecia, en la llanura lombarda: Verona, bajo el poder de Antonio della Scala, Mantua bajo Francesco I Gonzaga, Ferrara y Módena bajo Nicolás II de Este  y Padua bajo el dominio de Francesco de Carrara. Los dominios de Francesco Carrara en 1385 incluían las ciudades de Treviso, Bassano del Grappa, Ceneda, Feltre y Belluno.
Estos territorios eran de la mayor importancia para los venecianos cuyo comercio tenía que pasar a través de estos territorios para llegar a los puertos alpinos que llevaron a Alemania y Austria.
Las ambiciones e intrigas de Carrara y la rápida expansión de su poder eran una fuente de irritación y alarma para los venecianos.
Cuando Francesco Carrara quiso ampliar su esfera de influencia al distrito del Friul, los venecianos no dudaron en unirse a Údine y otros centros de resistencia.
Como el ejército paduano seguía avanzando imparable, Venecia pudo unir a su causa a Antonio della Scala. 

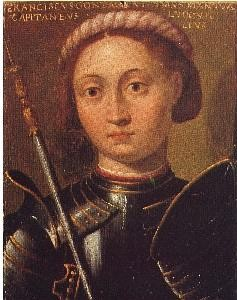
Francesco I Gonzaga

Gian Galeazzo se alió con Carrara contra  Antonio della Scala pero no intervino de momento en la guerra sino que espero a ver como se desarrollaban los acontecimientos.
Después se alió secretamente con Venecia contra Francesco de  Carrara.
Así Jacopo dal Verme tomó la ciudad de Verona en apoyo de Francesco Carrara pero cuando el señor de Padua fue a ocupar Vicenza se encontró que la población, favorable a Gian Galeazzo, le negaba la entrada a la ciudad. En agosto de 1388 el ejército milanés al mando de Jacopo dal Verme avanzó contra Padua pero Francesco de Carrara lo detuvo en el río Brenta. Sin embargo en noviembre pudo cruzar el río y tomó varias fortalezas cercanas a Padua.
Mientras tanto una revolución en Padua restauró las instituciones comunales y se puso bajo el control de Jacopo dal Verme. Otros territorios como Bassano del Grappa, Feltre y Belluno siguieron el mismo procedimiento, una revolución que se ponía bajo la protección de Milán.

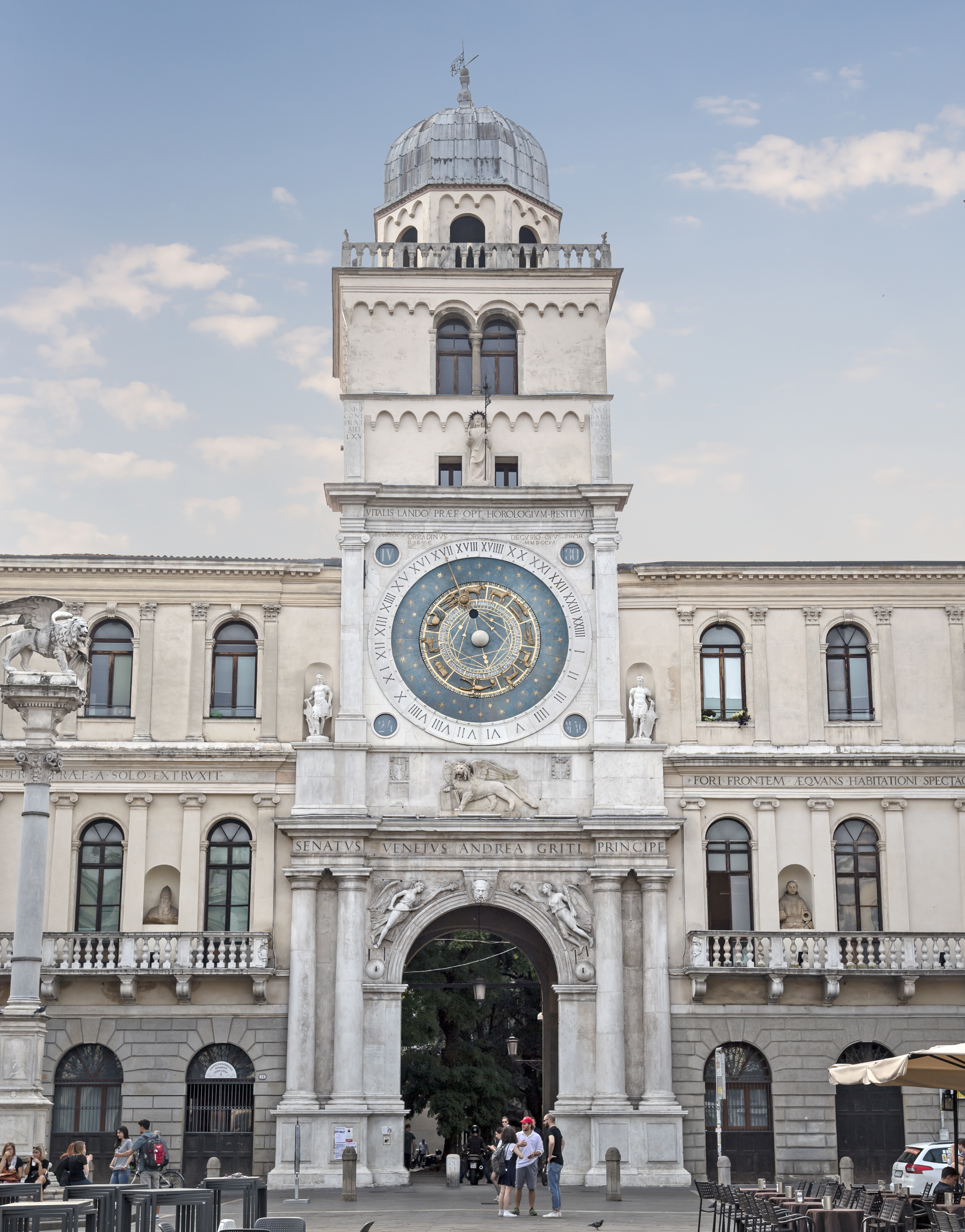
Padua

Jacopo dal Berme entregó Treviso y Ceneda a Venecia lo que hizo que la República le regalase el Palacio de San Polo.

### La Liga Anti Visconti
Al convertirse Gian Galeazzo Visconti en el gobernante más poderoso del norte de Italia empezó a ser considerado como un peligro para sus vecinos. Carlo Visconti, uno de los hijos de Bernabó, fue determinante para la creación de la Liga Anti Visconti que encuadró a Florencia, Bolonia así como ejércitos extranjeros como los de Jean III de Armagnac y Esteban III de Baviera.
Jacopo dal Verme tuvo que enfrentarse en Bolonia a John Hawkwood, quien mantuvo una estrategia de acoso. Jacopo tuvo que retirarse hacía Casalecchio di Reno donde se enteró de la pérdida de Padua. Tuvo que abandonar la región de Bolonia y marchar al norte donde la ciudad ya estaba bien custodiada por hombres de Stefan de Baviera y recibió la noticia de una sublevación en Verona. Se dirigió hacia esa ciudad que tomó y saqueó. Mientras Jacopo tomaba Verona, Hawkwood se ocupó de realizar razias por Parma, Reggio y Siena para después pasar por Padua y saquear Modena, Vicenza y Reggio otra vez. Tras esta muestra de poder John Hawkwood obligó a Alberto de Este, Duque de Ferrara, a declararse neutral.
Al principio de 1391 los florentinos atrajeron a sus filas a Jean III de Armagnac quien debía atacar Lombardía desde Francia. Mientras tanto las fuerzas florentinas, al mando de John Hawkwood, debían atacar desde el este. Las dos fuerzas debían converger en Milán. En junio las fuerzas de Hawkwood llegan al río Adda causando gran preocupación en Milán. El avance de Hawkwood es acompañado por ataques por parte de los Boloñeses contra Parma y Piacenza, aliadas de Milán. 

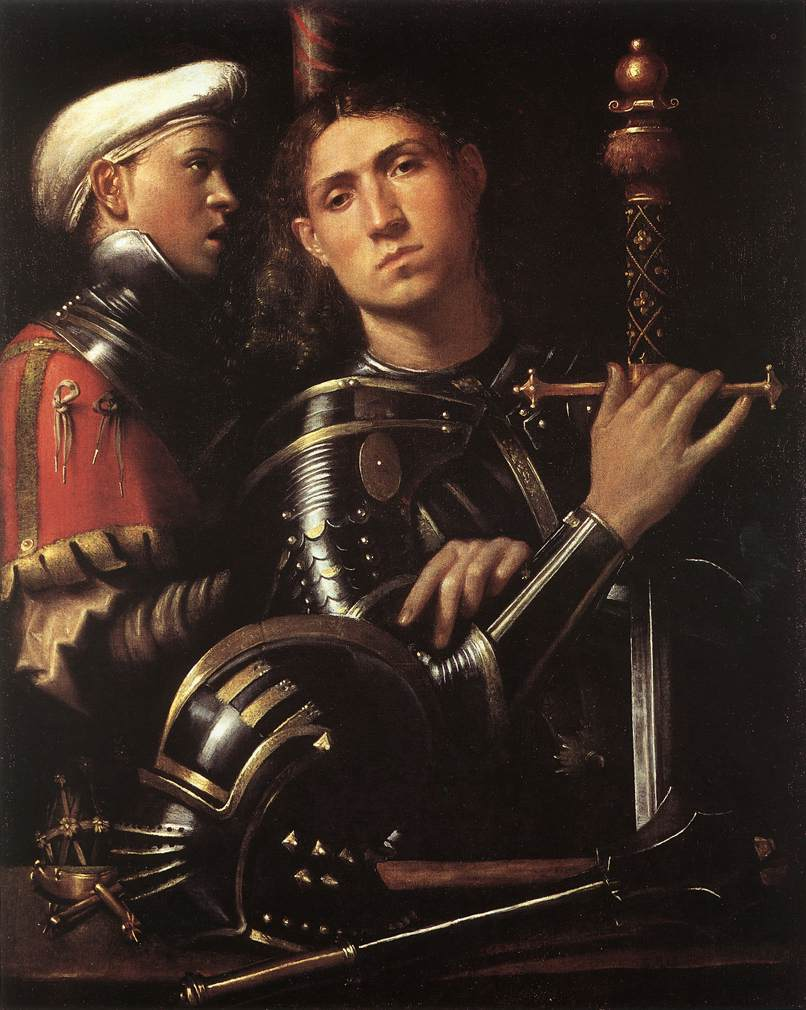
Condotiero con su escudero. Obra de Cavazzola

Jacopo dal Verme se sitúa en Lodi para detener a Hawkwood. Ambos utilizan rápidas maniobras para desconcertar a su rival pero sin conseguir ninguno una ventaja decisiva. El 24 de junio de 1391, Hawkwood, utiliza la guerra psicología organizando un “palio” a plena vista de los milaneses para demostrar su confianza en la victoria al mismo tiempo que ganaba tiempo para la llegada de Armagnac.
Sin embargo Armagnac no llegaba y la situación empezó a beneficiar a Jacopo cuando los florentinos se empezaron a quedar sin víveres y sin forrajes. 
Más aún, los ingenieros milaneses rompieron los diques del río Adigio, inundando la llanura cercana, haciendo más difícil la movilidad de la tropa de Hawkwood. Ante esta situación Jacopo dal Verme escribió a Gian Galeazzo diciendo:
“Dime cómo quiere hacer frente a estos enemigos tuyos, porque no son capaces de salir del campamento, y yo los entregaré en tus manos en cualquier manera que usted desee.”

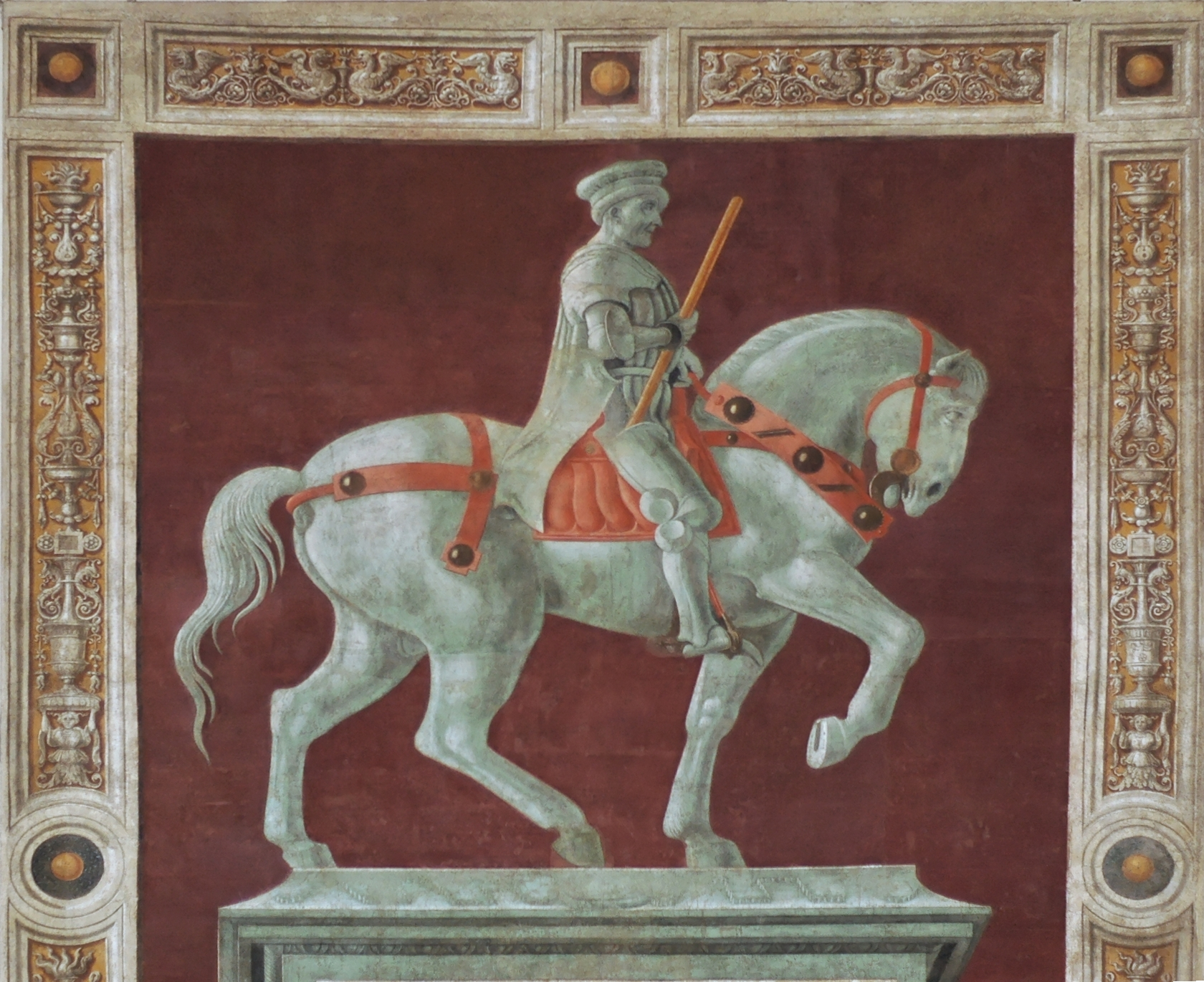
John Hawkwood. Obra de Paolo Uccello

A pesar de todo Hawkwood es capaz de salir del apuro y en Porta Cologno, cerca de Bérgamo, Jacopo es derrotado.
Tras este tropiezo Jacopo marcha rápidamente hacia el oeste para interceptar a  Jean III de Armagnac que se dirigía hacia Alessandria. Jean III de Armagnac acampó en Castellazzo Bormida y avanzó con una vanguardia de 1000 hombres para rendir la ciudad.
Jacopo entró en la ciudad antes de la llegada del francés y ante la llegada de su enemigo realizó una salida con 500 jinetes que fue derrotada tras lo que Armagnac se confió y dispersó a sus tropas. Jacopo dal Verme aprovechó la situación y realizó otras salida que terminó con la destrucción del ejército francés y la captura de Jean III de Armagnac quien moriría casi inmediatamente según unas fuentes por agotamiento y según otras versiones por el veneno.
La ofensiva milanesa en la Toscana dirigida por Jacopo empezó con una serie de maniobras destinadas a abrir huecos en la defensa florentinta. Desde Sarzana se dirigió a Pisa cruzó el río Arno y estableció su campamento en  Cascina. John Hawkwood pensó que desde allí avanzaría contra Florencia por lo que marchó hacía Montopoli in Val d'Arno para interceptarlo. Sin embargo Jacopo ya estaba al sur de Montopoli in Val d´Arno por lo que Hawkwood marchó hacía Casole d'Elsa y ocupó plazas fuertes como Staggia, Colle di Val d'Elsa y su propio castillo de Poggibonsi.
Jacopo dal Verme, siendo consciente que Hawkwood había dividido sus fuerzas, corrió de nuevo hacia Florencia, dañando las tierras florentinas en el camino. John Hawkwood solo trató de desgastarlo con pequeñas escaramuzas porque sus fuerzas no eran suficientes para detener a las de Jacopo dal Verme. Sin ninguna fuerza que pudiera detenerlo Jacopo cruzó el río Elsa y acercó sus fuerzas a Florencia, estableciendo su cuartel en Poggio a Caiano. Jacopo envió un fuerte contingente a realizar una razzia lo que fue aprovechado por los florentinos para atacar al cuerpo principal del ejército provocando numerosas bajas a los milaneses.
Jacopo dal Verme decidió replegarse hacía Pisa, seguido por Hawkwood. No volverían a enfrentarse, Florencia y Milán llegaron a un acuerdo en enero de 1392 y pusieron fin a las hostilidades. John Hawkwood moriría poco después en 1394.

### La Guerra de Mantua
En 1396 la liga AntiVisconti se reactivó con la incorporación de Mantua a Florencia, Padua, Venecia, Ferrara y Bolonia. La Liga intentó tomar Pisa pero las tropas de Milán conducidas por Alberico da Barbiano lograron levantar el asedio y saquearon zonas de la Toscana.

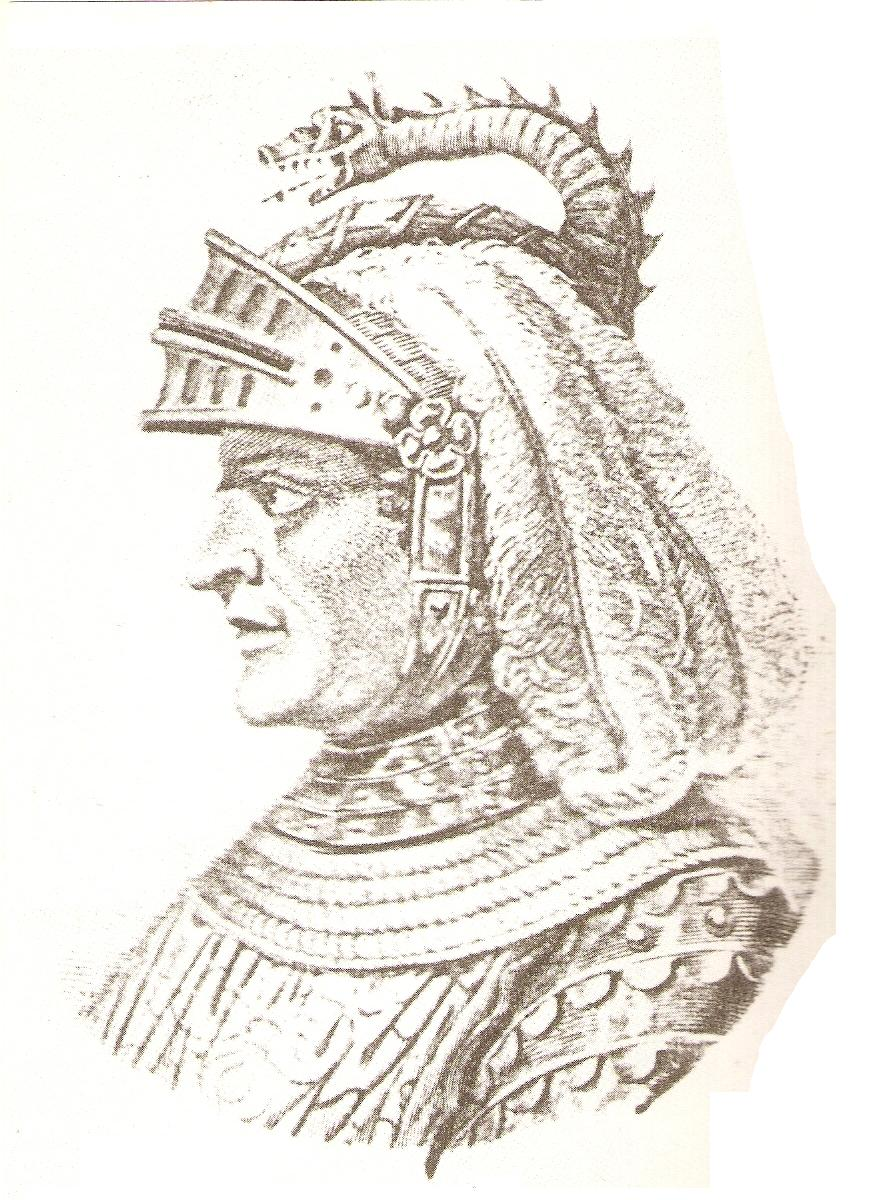
Alberico da Barbiano

Jacopo dal Verme, aprovechando que las fuerzas de la Liga estaban en Toscana haciendo frente a Barbiano intentó la toma de Mantua acompañado por una flota fluvial que surcaba el río Po pero la flota fue destruida por una flota veneciana y el ejército milanés fue derrotado perdiendo 2000 hombres. Sin embargo, Dal Verme no se rindió y en 1398 puso otra vez bajo asedio Mantua. Gian Galeazzo temía la intervención de Francia en el conflicto por lo que buscó el fin de la guerra. Jacopo dal Verme se entrevistó con Francisco I Gonzaga y llegaron a un acuerdo por el que Francisco conservaría Mantua pero abandonaría la Liga Anti Visconti.

### Últimas campañas al servicio de Gian Galeazzo Visconti
En 1401 la Liga se volvió a formar uniéndose a ella esta vez el Papado y el Sacro Imperio Romano Germánico. El emperador Roberto del Sacro Imperio Romano Germánico marchó hacia Brescia pero Dal Verme, junto con Barbiano y Ottobuono Terzi, preparó una emboscada cerca de la ciudad venciendo a las fuerzas imperiales que tras esta derrota abandonó la guerra contra Milán.

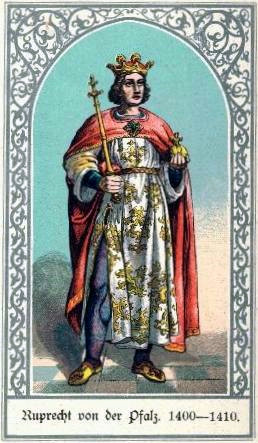
Roberto del Sacro Imperio Romano Germánico

Al año siguiente, en 1402 Dal Verme avanzó contra Bolonia con un poderoso ejército y se enfrentó al ejército boloñés que estaba dirigido por Bernardone de Serre. De Serre quería evitar el combate pero Giovanni I Bentivoglio, señor de Bolonia, le presionó para que presentara batalla. En la batalla de Casalecchio el ejército de la Liga fue derrotado, Bernadone de Serre fue capturado así como Bentivoglio quien fue entregado al populacho, que lo linchó. Tras esta victoria, Jacopo, envió a Alberico da Barbiano a poner bajo asedio a Florencia pero en septiembre de 1402 Gian Galeazzo murió de peste en el castillo de Melegmano.

### Últimos años de servicio
Tras la muerte de Gian Galeazzo los territorios milaneses empezaron a disgregarse ya que los condotieros, a excepción de Jacopo dal Verme, intentaron conseguir ciudades y territorios desde donde establecer una base de poder. En 1403 Jacopo dal Verme repelió una invasión florentina encabezada por Alberico da Barbiano quien había cambiado de bando tras la muerte de Gian Galeazzo. Sin embargo Milán perdió Bolonia, Brescia y Verona. 

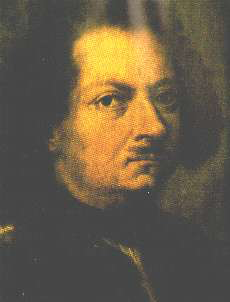
Facino Cane

Facino Cane, con la excusa de reprimir una sublevación, tomó el poder en Alessandría y Ottobuono Terzi hizo lo mismo con Parma. La infancia de los descendientes de Gian Galeazzo y los enfrentamientos que tenían entre sí los miembros de la Regencia hicieron que estallase la tensión entre los partidos  güelfos y gibelinos que habían sido mantenidos a raya por Gian Galeazzo. La Regencia no tuvo más remedio que firmar la paz con el papa, cuyas tropas ya se encontraban con Casalmaggiore, perdiendo las ciudades de Bolonia, Perugia y Asís.

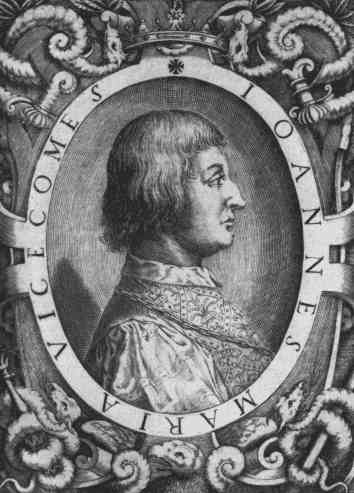
Giovanni Maria Visconti

Jacopo dal Verme abandonó entonces el servicio de Milán y fue contratado por Venecia para librar una guerra contra los Padua tomando Verona y Padua en 1405, también convenció a los venecianos para que ejecutasen a Francesco Novello de Carrara.
Tras esta guerra volvió a Milán, aliándose con los güelfos y con Ottobuono Terzi tomando Brescia en 1406. En 1407, su rival, Facino Cane, se hizo con Giovanni Maria Visconti sin embargo Jacopo logró derrotarlo cerca de Morimondo y le obligó a huir a Alessandría. 
Poco después debido a la desconfianza de Giovanni María Visconti hacia él y asqueado por el comportamiento perturbado del hijo de Gian Galeazzo abandonó Milán.
Jacopo dal Verme falleció el 12 de febrero de 1409 cuando estaba organizando su participación en una guerra contra el Imperio Otomano.